# Lilpop, Rau i Loewenstein

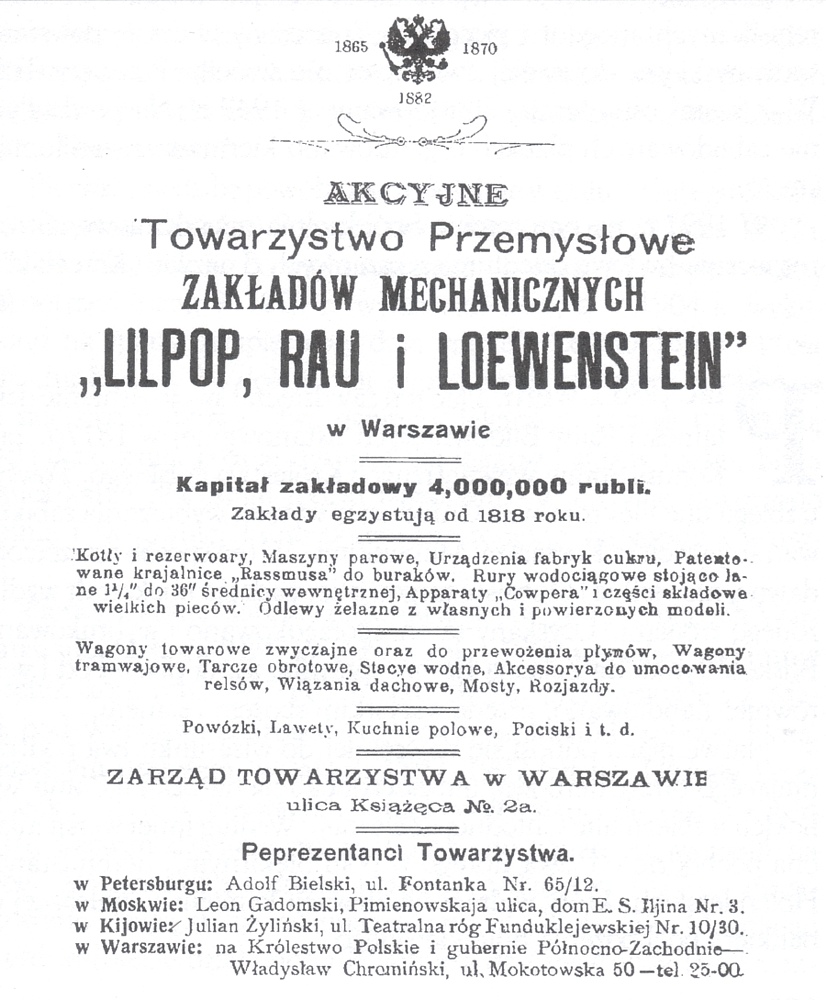
Informationsblatt zu Lilpop, Rau i Loewenstein etwa aus dem Jahr 1882 mit Angabe von Vertretungen des Warschauer Unternehmens in Petersburg, Moskau und Kiew

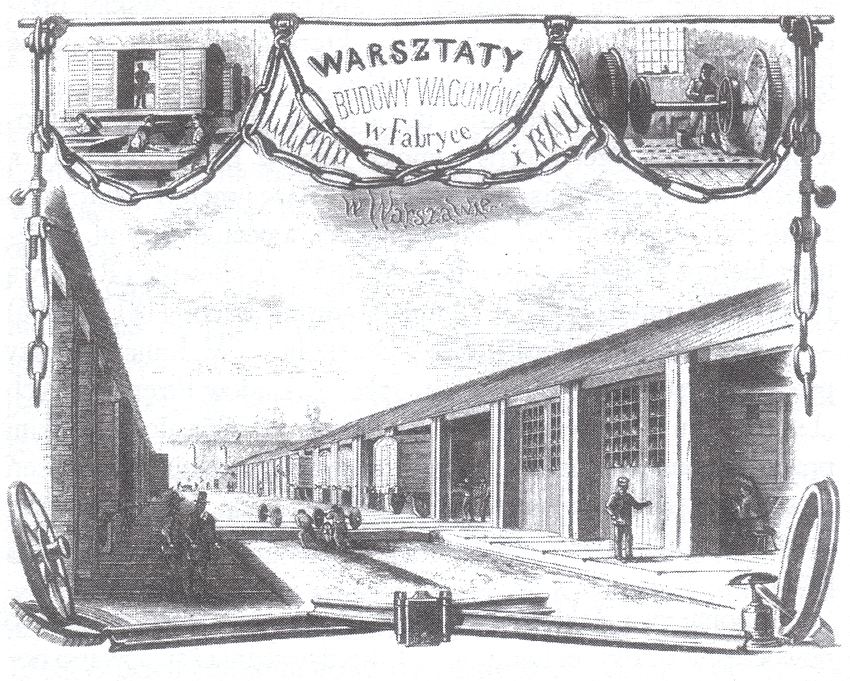
Werbung von Lilpop i Rau aus dem Jahr 1860 (noch vor Aufnahme des Gesellschafters Loewenstein)

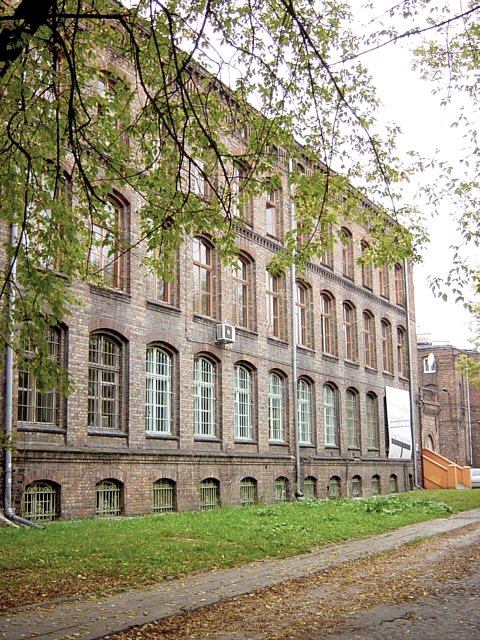
Noch vorhandene Gebäudeteile der Warschauer Fabrikanlagen an der Ulica Bema 65

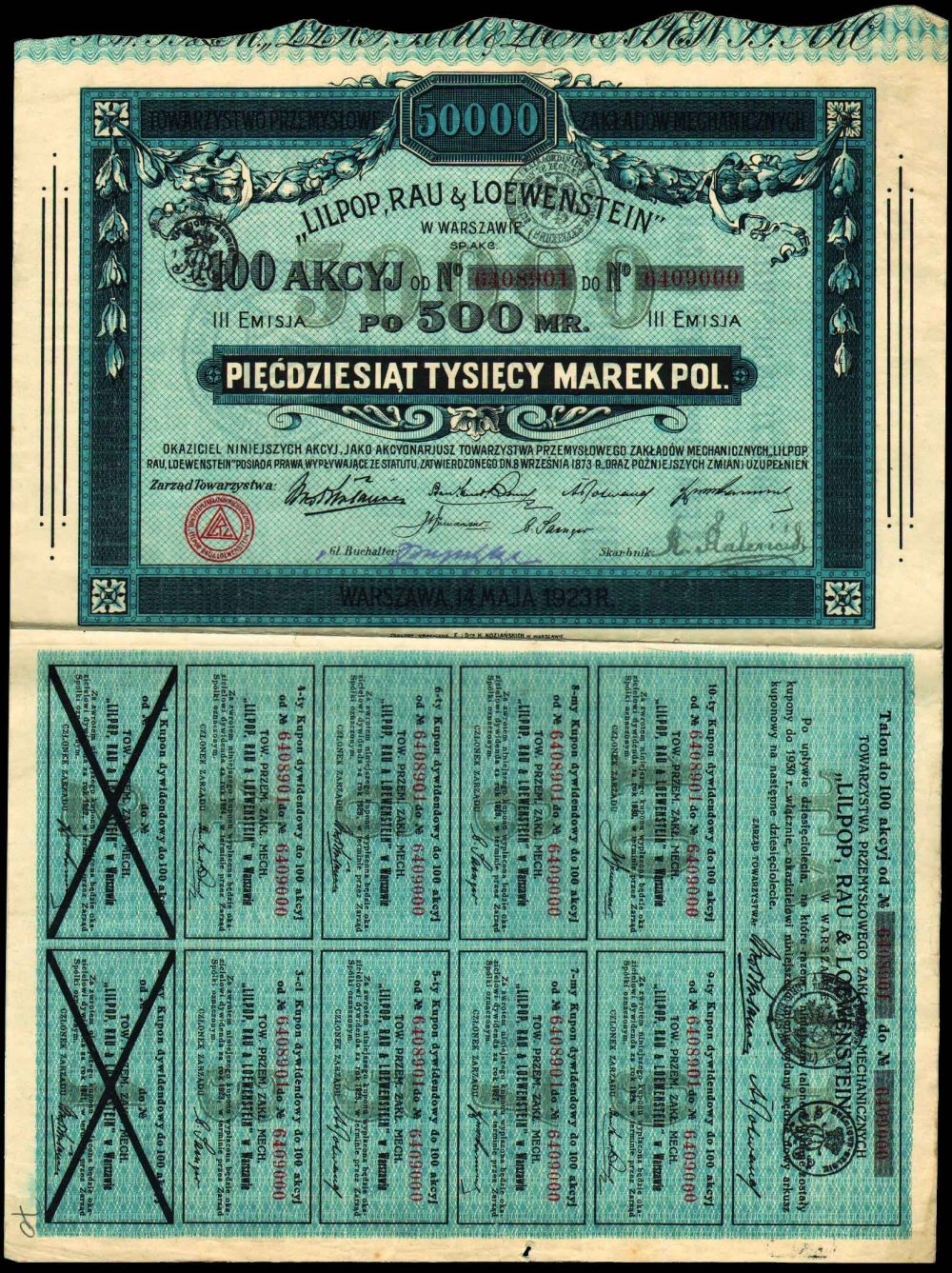
Aktie von Lilpop, Rau i Loewenstein

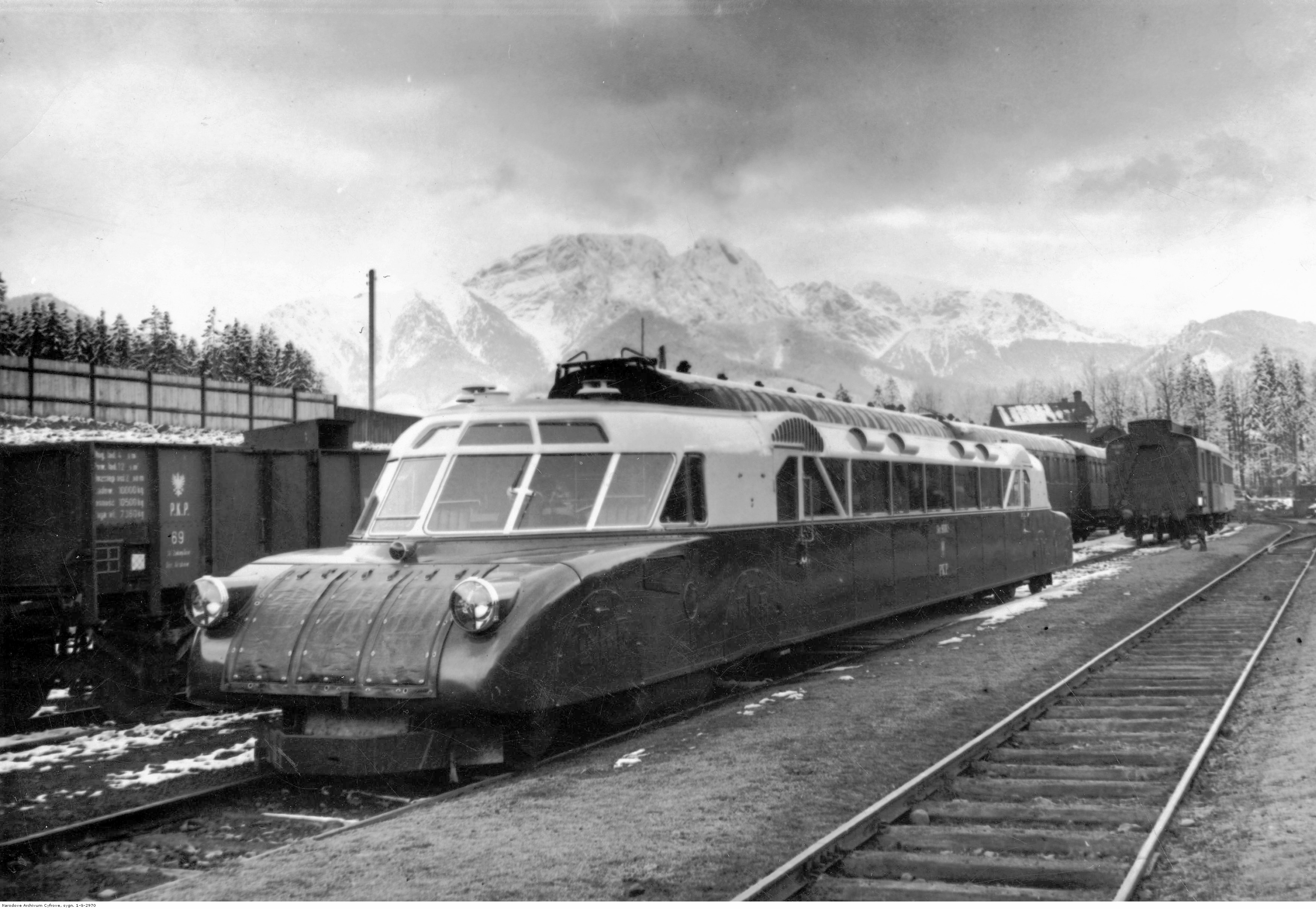
Ein Luxtorpeda der Fablok S.A., der auf der Strecke Krakau-Zakopane verkehrte

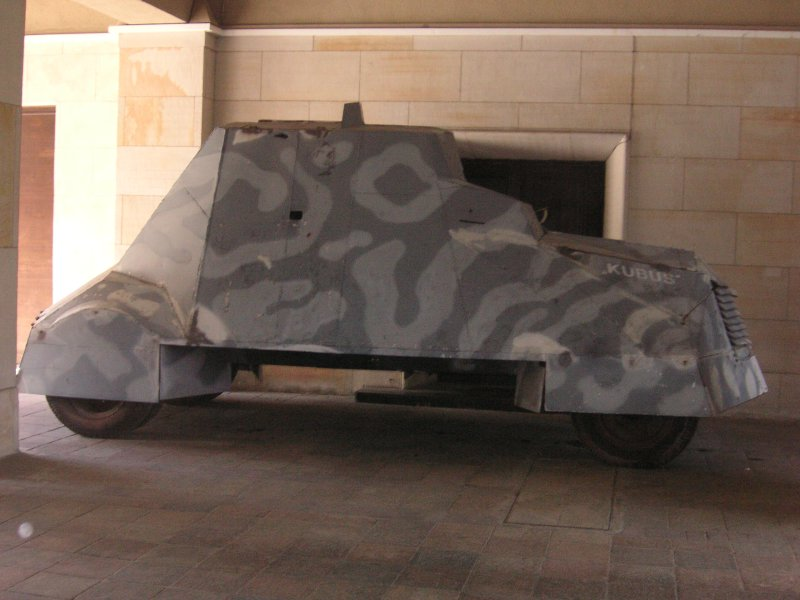
Gepanzertes Fahrzeug Kubuś auf Basis eines Chevrolet 157

Die Fabryka Towarzystwa Akcyjnego „Lilpop, Rau i Loewenstein” (auch als Zaklady Mechaniczne „Lilpop, Rau i Loewenstein”, Towarzystwo Przemysłowe Zakładów Mechanicznych „Lilpop, Rau i Loewenstein” oder Société industrielle „Lilpop, Rau & Loewenstein” bezeichnet; deutsch: Mechanische Werke AG „Lilpop, Rau und Loewenstein“) war bei Kriegsausbruch 1939 der größte Industriebetrieb Warschaus und einer der größten und ältesten Polens. In der Maschinenfabrik wurden neben Turbinen, Motoren, Dampfmaschinen und Pumpen auch Fahrzeuge für Eisen- und Straßenbahnen sowie Omnibusse, LKW, Militärfahrzeuge und PKW der Marken Opel, Chevrolet und Buick produziert.

## Geschichte
Im Jahr 1844 hatte der aus einer aus Österreich eingewanderten Familie Lilpop stammende Stanisław Lilpop eine Landwirtschaftsmaschinen-Produktion (das Unternehmen firmierte 1894 unter seinem Sohn als Fabryka i Skład Maszyn i Narzędzi Rolniczych W. Lilpop und hatte seinen Sitz in der Warschauer Ulica Swiętojerska 10) gegründet. 1865 erfolgte – gemeinsam mit dem Bankier Wilhelm Rau – die Übernahme der bereits 1818 gegründeten Maschinenfabrik des englischen Kaufmanns Thomas Evans und des Metallspezialisten Joseph Morris, das nach Ausstieg von Morris von den vier Evans-Brüdern (Thomas, Andrew, Alfred und Douglas) unter der Firma Bracia Evans (Gebrüder Evans) geleitet wurde. Das übernommene Unternehmen firmierte zunächst als Warsztaty Budowy Wagonów „Lilpop i Rau” (gegenüber deutschen Geschäftspartnern als Waggonfabrik von Lilpop, Rau & Comp. bezeichnet). Nach dem Einstieg des aus Belgien stammenden Seweryn Loewensteins im Jahr 1866 erfolgte die Umfirmierung in AG Lilpop, Rau i Loewenstein. Bald beschäftigte das Unternehmen 700 Arbeiter und Angestellte.
Von 1873 bis 1875 baute das Unternehmen die Weichsel-Eisenbahnbrücke an der Warschauer Zitadelle. In den 1880er Jahren wurden einige kleinere Produzenten in Russland übernommen, um die Präsenz auf dem dortigen Markt zu stärken. Niederlassungen wurden in St. Petersburg, Moskau, Kiew, Odessa, Tiflis und in Baku eröffnet. Ab 1881 befand sich das Unternehmen in der Ulica Smolna im Warschauer Stadtteil Powiśle. In den Jahren 1888 und 1890 wurden GMA-Dampfmaschinen bei der Görlitzer Maschinenbauanstalt und Eisengießerei AG angekauft. Am Ende des 19. Jahrhunderts wurden bereits rund 1.300 Arbeiter beschäftigt-
Das Warschauer Fabrikgebäude in der Ulica Bema 65 entstand um 1910. Es wurde – angelehnt an mittelalterliche Architektur – aus rotem Backstein errichtet und ist ein Beispiel für Warschauer Industriebauten der Zeit. Vor Ausbruch des Ersten Weltkrieges waren bei LRiL rund 2000 Personen angestellt. 1915 wurde ein Teil der Produktion in die Ukraine ausgelagert. 1939 beschäftigte LRiL 3900 Mitarbeiter. Die Warschauer Fabrikanlagen – vor allem die Waggonfabrik – wurden im Zweiten Weltkrieg fast vollständig zerstört. Nur Teile der Gebäude in der Ulica Bema sind heute noch erhalten und dienen als Sitz verschiedener Unternehmen im Dienstleistungs- und Kunstbereich.

## Produktion
Bei Lilpop, Rau i Loewenstein entstanden Straßen- wie Eisenbahnen für den Schienenverkehr. Für die Direktion der Warschauer PKP wurde der Hechtwagen sowie der Antriebswagen (polnisch: Wagon Motorowy) SBix Nr 90090 (unter anderem Baujahr 1936) montiert. Außerdem entstanden hier die Straßenbahnwagen Typ C (1925, ein Nachbau der Typ A), Lilpop II (Baujahr unter anderem 1929) und Lilpop III (Baujahr unter anderem 1939).
Der vom Unternehmen koproduzierte Luxtorpeda wurde ab 1934 zwischen Łódź und Warschau, ab 1936 zwischen Krakau und Zakopane und ab 1939 zwischen Warschau und Posen eingesetzt. Bei LRiL wurden auch als Pullmanwagen (polnisch: Wagon Pulmanowski) bezeichnete Straßenbahnfahrzeuge der Klassen I, II und III (Baujahr unter anderem 1929) produziert. In Zusammenarbeit mit dem Posener Unternehmen Cegielski und den Zieleniewski-Fabriken in Sanok und Krakau konstruierte LRiL für die PKP die EZT (Elektryczny Zestaw Trakcyjny), einen elektrisch angetriebenen Reisezug, der erstmals am 15. Dezember 1936 auf der Strecke vom Warschauer Hauptbahnhof nach Otwock eingesetzt wurde.
Bedeutend war auch die PKW-Produktion. Das Unternehmen erhielt am 23. Juni 1936 eine Konzession des Ministeriums für Industrie und Handel (poln. Ministerstwo Przemysłu i Handlu) für die Produktion von Fahrzeugen der Marken Opel P4 (genannt Osiołek, deutsch: Esel), Opel Kadett der Typen I und II, Olympia sowie für verschiedene PKW-Typen von Chevrolet (Master, Imperial und ein Sedan Taxi) und Buick (Buick 41 und Buick 90) in Lizenz. Damit wurde LRiL zu einem Wettbewerber der Państwowe Zakłady Inżynieryjne (PZInż). Aufgrund der bestehenden steuerlichen Anreize für die Käufer nun inländisch produzierter Lizenzfahrzeuge und der kostengünstigen Massenproduktion konnten die Preise von PZInż oftmals unterboten werden. So kostete der Chevrolet Master mit einem 3,5-Liter-Motor im Jahr 1934 noch 12.500 Złoty, 1938 bereits nur noch 7640 Złoty – abzüglich einer 20-%-Steuergutschrift für private Käufer. Etwa zur gleichen Zeit (1935) kostete ein polnischer Fiat 518 zwischen 8900 und 12.500 Złoty und 1938 nur noch zwischen 9200 und 9640 Złoty – ebenfalls vor dem privaten Steuerabzug. Trotz Anweisung des Ministerpräsidenten Felicjan Sławoj Składkowski an staatliche Stellen, den polnischen Fiat zu kaufen, setzte sich der moderne Chevrolet (mit 6-Zylinder-Motor und Einzelradaufhängung in der Luxusversion) durch. 1937 produzierte PZInż 2416 Fahrzeuge und LRiL bereits 3700 Exemplare. 1938 war der Unterschied noch größer – 4680 Fahrzeuge bei LRiL und nur 2920 bei PZInż. In kleinen Mengen wurde bei LRiL auch der Fiat 1500 gebaut, der zwar moderner und ausgereifter als der 518 von Polski Fiat war, sich aber wegen des hohen Preises nicht durchsetzen konnte.
Die am 23. Juni 1936 erteilte Konzession betraf auch die Produktion von Opel-Blitz-Bussen und Lastwagen von GMC in Lizenz. So wurden neben dem Autobus Chevrolet 183 (in Zusammenarbeit mit Zakłady Przemysłowe Bielany S.A.) in den Jahren 1937 bis 1939 auch der Lieferwagen Chevrolet 112 und die Lastwagen Chevrolet 121, Chevrolet 131 und Chevrolet 157 montiert. Im Krieg entstand der als Kubuś bezeichnete, gepanzerte Mannschaftstransporter, der auf dem Chevrolet 157 basierte. Er wurde im Untergrund für die polnischen Einheiten beim Warschauer Aufstand gefertigt. In Lublin begann LRiL eine LKW-Fabrik zu errichten. Der durch den Krieg unterbrochene Bau wurde später fortgesetzt und diente der bis in die 2000er Jahre produzierenden Fabryka Samochodów Ciężarowych als Motorenwerk.